# Tadeusz Leśniak (pianista)
Tadeusz Leśniak (ur. 7 lipca 1960 w Jaworznie) – polski pianista, aranżer, kompozytor, producent muzyczny.

## Życiorys
Ukończył Liceum Muzyczne w Krakowie. Od 1978 roku stale współpracuje z czołowym polskim wokalistą jazzowym Markiem Bałatą. W 1982 roku otrzymał wyróżnienie na festiwalu Jazz Juniors z Grupą Marka B. W 1988 r. zdobył I nagrodę ponownie na Jazz Juniors z triem New Market oraz nagrodę indywidualną Polskiego Stowarzyszenia Jazzowego. Od 1983 r. związany z zespołem Wały Jagiellońskie – grał na instrumentach klawiszowych, aranżował i komponował. Jest autorem wielu piosenek, m.in. przeboju Monika dziewczyna ratownika. Współpracował z większością gwiazd polskiej estrady piosenkarskiej i jazzu – m.in. Andrzej Zaucha, Zbigniew Wodecki, Krystyna Prońko, M. Bałata, Grażyna Łobaszewska, Ryszard Styła (Spectrum Session), Maryla Rodowicz, Majka Jeżowska, Elżbieta Adamiak (album Do Wenecji stąd dalej co dzień), Mr. Bobers Friends, Skaldowie, Maanam, kabaret Marcina Dańca (1991–1997), José Torres y Salsa Tropical (2000–2002). Założyciel i lider zespołu latin–jazzowego Fortet. Jest aranżerem i jednym z wykonawców jazzowej wersji Mszy Kreolskiej autorstwa Ariela Ramíreza. W 2004 roku aranżował i nagrał pieśni wielkopostne Rozmyślajmy dziś (wyd. przez Stowarzyszenie Miłośników Muzyki Chrześcijańskiej Gospel). Współtworzył Nieszpory na śmierć kapłana (2006) oraz koncerty piosenek Czesława Niemena wykonywane przez Marka Bałatę. W 2008 roku zaaranżował Mszę C-dur Josepha Haydna na 400-lecie Zakonu Bonifratrów. Nagrał ponad 30 płyt z różnymi wykonawcami. Obecnie występuje w zespołach: Fortet, Wały Jagiellońskie, Sqad Of Thad i z salsowym Milagros y Su Gruppo.